# 우리들의 해피엔딩
《우리들의 해피엔딩》은 2008년 5월 7일부터 2008년 5월 8일까지 MBC에서 방영된 가족특집극이다.

## 등장 인물

### 주요 인물
- 박상면 : 강중기 역
- 도지원 : 윤자영 역
- 남지현 : 강미나 역
- 박수진 : 현지 역

### 그외 인물들
- 한은서
- 사강
- 최필립
- 공정환
- 허정규
- 장희진
- 정재진
- 한태일
- 공기탁
- 조시내
- 송희정
- 홍혜령
- 구본임
- 허민오
- 김주아
- 송경화
- 박정미
- 구본석
- 강성훈
- 장보람 : 미나 친구 소희 역
- 김성연 : 법원직원 역